# Bloodthirst
Bloodthirst (Sed de sangre) es el séptimo álbum de estudio de la banda estadounidense de death metal Cannibal Corpse. El álbum se lanzó el 19 de octubre de 1999, publicado por la discográfica Metal Blade Records, un álbum denominado por los fanes el regreso a la brutalidad pura, ya que su antecesor Gallery of Suicide (1998), un álbum "experimental" que se caracteriza por tornarse algo melódico y tedioso.
La portada censurada representa la canción "The Spine Splitter", con la imagen de una criatura sobre una pila de huesos, en el caso sin censura aparece devorando a un hombre.

## Lista de canciones
| N.º   | Título                        | Música                         | Duración |  |
| 1.    | «Pounded into Dust»           | Alex Webster                   | 2:17     |  |
| 2.    | «Dead Human Collection»       | Paul Mazurkiewicz, Pat O'Brien | 2:30     |  |
| 3.    | «Unleashing the Bloodthirsty» | Webster                        | 3:50     |  |
| 4.    | «The Spine Splitter»          | Mazurkiewicz, Jack Owen        | 3:10     |  |
| 5.    | «Ecstasy in Decay»            | Mazurkiewicz, O'Brien          | 3:12     |  |
| 6.    | «Raped by the Beast»          | Mazurkiewicz, Owen             | 2:34     |  |
| 7.    | «Coffinfeeder»                | Webster                        | 3:04     |  |
| 8.    | «Hacksaw Decapitation»        | Mazurkiewicz, O'Brien          | 4:12     |  |
| 9.    | «Blowtorch Slaughter»         | Mazurkiewicz, Webster          | 2:33     |  |
| 10.   | «Sickening Metamorphosis»     | Webster                        | 3:24     |  |
| 11.   | «Condemned to Agony»          | Webster                        | 3:44     |  |
| 34:35 |                               |                                |          |  |

## Miembros
- George Fisher - voz
- Alex Webster – bajo
- Jack Owen - guitarra
- Pat O'Brien - guitarra
- Paul Mazurkiewicz – batería